# إريش ميلكه
كان إريش فريتز إيميل ميلكه (28 ديسمبر 1907 - 21 مايو عام 2000) مسؤولًا شيوعيًا ألمانيًا شغل منصب رئيس وزارة أمن الدولة في ألمانيا الشرقية المعروفة باسم الشتازي خلال الفترة الممتدة من عام 1957 حتى الفترة التي أعقبت سقوط جدار برلين بوهلة قصيرة في عام 1989.
كان ميلكه -وهو برليني الأصل وعضو في الحزب الشيوعي الألماني من الجيل الثاني- واحدًا من مطلقي النار المسؤولين عن اغتيال النقيبين في شرطة برلين باول آنلاوف وفرانز لينك في عام 1931. لاذ ميلكه بالفرار إلى الاتحاد السوفيتي هربًا من الاعتقال بعدما علِم بنجاة أحد الشهود على الجريمة، وهناك جندته المفوضية الشعبية السوفيتية للشؤون الداخلية. كان ميلكه أحد الشخصيات الرئيسية التي كُلفت باستئصال الشيوعيين الألمان خلال حملة التطهير الكبير، وذلك بالإضافة إلى الدور الذي لعبه في الحملة الستالينية التي استهدفت المعارضين الأيديولوجيين ضمن اللواء الدولي خلال الحرب الأهلية الإسبانية.
عاد ميلكه إلى القطاع السوفيتي من ألمانيا المحتلة عقب نهاية الحرب العالمية الثانية في عام 1945. وساعد على تنظيم القطاع ليصبح على هيئة دولة ماركسية لينينية تابعة للاتحاد السوفيتي وواقعة تحت حكم حزب الوحدة الاشتراكية وبعدها غدا ميلكه رئيسًا للشتازي. كان ميلكه «رئيس الشرطة السرية الأطول بقاءً في منصبه على مستوى الكتلة السوفيتية» بحسب ما ذكره المؤرخ جاك كوهلر.
وصف المؤرخ إدوارد بيترسون الشتازي تحت إدارة ميلكه بـ«جهاز الدولة الأمني الأكثر نفاذًا على الإطلاق في ألمانيا». وقال الناجي من الهولوكوست وملاحق النازيين سيمون فيزنتال في مقابلة تعود لعام 1993 بأنه «إذا ما نظر المرء فقط للاضطهاد الذي واجهه الشعب فإن الشتازي كان خلال عهد ميلكه أسوأ بكثير من الغيستابو».
كان ميلكه مسؤولًا عن عملية إحداث المزارع الجماعية التي تمت قسريًا من خلال الاستيلاء على المزارع العائلية في ألمانيا الشرقية أثناء خمسينيات وستينيات القرن العشرين. أدت هذه الممارسة إلى موجة من الهجرة صوب ألمانيا الغربية. أشرف ميلكه على تشييد جدار برلين (1961) وشارك في التوقيع على أوامر بفتح النار وإرداء جميع الألمان الشرقيين الذين حاولوا مغادرة البلاد قتلى، وجاء ذلك ردًا على موجة الهجرة هذه. كذلك أشرف على تأسيس الدول الأمنية الموالية للسوفييت وإشعال فتيل التمردات شبه العسكرية في كل من أوروبا الغربية وأمريكا اللاتينية وإفريقيا والشرق الأوسط.
كان ميلكه أيضًا جنرالًا في الجيش الشعبي الوطني وعضوًا في المجلس السياسي للحزب الشيوعي الألماني الحاكم بالإضافة إلى دوره كرئيس للشتازي. أطلقت الصحافة الألمانية الغربية عليه لقب «سيد الخوف». كان ميلكه أحد أكثر الشخصيات المكروهة في ألمانيا الشرقية ومن أوسعها نفوذًا. ألقي القبض على ميلكه بعد إعادة توحيد البلاد في عام 1991، وحوكم في عام 1992 وأدانته المحكمة وزج في السجن في عام 1993 لضلوعه في اغتيال باول آنلاوف وفرانز لينك في عام 1931. أطلِق سراحه من السجن قبل أن يستكمل مدته في عام 1995 على إثر تدهور وضعه الصحي، وتوفي في أحد دور العجزة ببرلين في عام 2000.

## النشأة
ولد إريش ميلكه في شقة سكنية بمنطقة فيدنغ في العاصمة برلين والواقعة حينها ضمن ولاية براندنبورغ بتاريخ 28 ديسمبر عام 1907. كان الحي معروفًا باسم «فيدنغ الأحمر» خلال الحرب العالمية الأولى وذلك نظرًا للنزعات القتالية الماركسية للعديد من قاطنيه. كان ميلكه قد وصف والده في سيرته الذاتية التي كتبها لصالح الشرطة السرية السوفيتية بـ«الحطاب الفقير غير المتعلم» وذكر بأن والدته توفيت في عام 1911. وقال بأن كِلا والديه كانا منتسبين للحزب الديمقراطي الاجتماعي الألماني. انضم ميلكه إلى الحزب الديمقراطي الاجتماعي الألماني مع زوجته الجديدة التي كانت تعمل في حرفة الخياطة وظل الاثنان عضوان فيه إلى حين تغيير الحزب لاسمه والذي أصبح يدعى بالحزب الشيوعي الألماني. ادعى ابنه إريش بأن كلًا من شقيقه الأصغر كورت وشقيقتيه الصغيرتين كانوا متعاطفين مع الشيوعيين.
كان إريش ميلكه موهوبًا من الناحية الأكاديمية لدرجة خولته استحقاق منحة دراسية مجانية في المدرسة الكولينية الثانوية المرموقة وذلك على الرغم من فقر عائلته. بيد أن ميلكه تعرض للطرد من المدرسة لعدم استطاعته الوفاء بالمطالب الجمة التي تطلبتها في يوم 19 فبراير عام 1929. التحق ميلكه بالحزب الشيوعي الألماني خلال فترة دراسته في المدرسة الثانوية في عام 1925. وعمل بعدها مراسلًا لصحيفة روته فانه الشيوعية خلال الفترة الممتدة من عام 1928 حتى عام 1931.
كان الحزب الشيوعي الألماني إبان عهد جمهورية فايمار الحزب الشيوعي الأكبر في أوروبا واعتُبر بمثابة رأس حربة الحركة الشيوعية خارج الاتحاد السوفيتي. كان الحزب الشيوعي مذعنًا لأوامر الأمين العام للاتحاد السوفيتي يوسف ستالين إذعانًا كاملًا خلال فترة قيادة إرنست تلمان للحزب. وكان الحزب واقعًا تحت سيطرة وتمويل الكومنترن في موسكو منذ عام 1928.
كان الحزب الشيوعي ينظر إلى الحزب الديمقراطي الاجتماعي الألماني (إس بّي دي) الذي هيمن على الحياة السياسية في ألمانيا خلال الفترة الممتدة من عام 1918 حتى عام 1931 نظرة العدو اللدود، واستمر الأمر على هذا النحو حتى نهاية عهد جمهورية فايمار. اعتبر الحزب الشيوعي جميع أعضاء الإس بّي دي «فاشيين اشتراكيين» وجاء ذلك تماشيًا مع سياسة ستالين إزاء الديمقراطية الاشتراكية. كذلك اعتقد الحزب بأن جميع الأحزاب السياسية الأخرى كانت فاشية واعتبروا أنفسهم الحزب الوحيد المناوئ للفاشية في ألمانيا. ومع ذلك كان الحزب الشيوعي على تعاونٍ وثيق مع الحزب النازي خلال مطلع ثلاثينيات القرن العشرين إذ اعتزم الحزبان الإطاحة بحكومة جمهورية فايمار المنتخبة ديمقراطيًا وتنصيب دولة شمولية تحت ذات نظام حكم الحزب الواحد.
التحق ميلكه في صفوف الجناح شبه العسكري للحزب الشيوعي المعروف باسم الوحدة الحزبية للدفاع عن النفس بعد فترة وجيزة من انتسابه للحزب. كانت الوحدة حينذاك واقعة تحت قيادة العضوين البرلمانيين عن الحزب الشيوعي هانز كيبنبيرغر وهاينز نويمان.
كان ميلكه بحسب ما ذكره جون كوهلر محسوبًا على كيبنبيرغر إذ استوفى تدريبه شبه العسكري بحماسة طابقت في شدتها حماسة اليونكرز البروس. تولى المحاربون القدامى الذين قاتلوا في الحرب العالمية الأولى تعليم الملتحقين الجدد كيفية استعمال المسدسات والبنادق والمدافع الرشاشة والقنابل اليدوية. أجري هذا التدريب السري في الريف الرعوي المنخفض الكثافة المحيط بمدينة برلين. كذلك كسب ميلكه رضا كيبنبيرغر لكونه طالبًا استثنائيًا في صف فنون السلوك التآمري والتجسس الذي أعطاه الرفاق الشيوعيين الذين درسوا في مدرسة إم السرية التابعة لمديرية المخابرات الرئيسية السوفيتية في موسكو.
كان أعضاء الوحدة الحزبية للدفاع عن النفس يعملون حراسًا خلال الاجتماعات الحزبية وتخصصوا في ضرب رؤوس خصومهم السياسيين في معارك الشوارع بحسب ما ذكره جون كوهلر. مثلت قوات الخوذة الفولاذية العدو الأكبر للوحدة الحزبية للدفاع عن النفس وذلك فضلًا عن حزب الإس بّي دي الحاكم وقوات الراية الوطنية شبه العسكرية التابعة له. كانت قوات الخوذة الفولاذية الجناح المسلح التابع للحزب الملكي الوطني الشعبي الألماني وشملت في صفوفها أيضًا العديد من التروتسكيين وعدد من الأحزاب القومية الراديكالية.
دائمًا ما كان رجال الوحدة الحزبية للدفاع عن النفس يحملون معهم قضيبًا فولاذيًا ونابضين فولاذيين قابلين للطي والتكبير يبلغ طولهما 17 سنتمترًا ويمكن إطالة كليهما حتى يشكلا سلاحًا قاتلًا يبلغ طوله 35 سنتمتر وذلك طبقًا لما ذكره كوهلر. كذلك كان مقاتلو الشوارع المنتسبين للوحدة مسلحين بمسدسات وذلك بغية منع النازيين من التفوق عليهم.
ذكر ميلكه في معرض سيرته الذاتية التي كتبها لصالح الشعبة الإدارية التابعة للكومنترن في عام 1931: «لقد تدبرنا أمر كافة المهام مثل الإجراءات الإرهابية وحماية المظاهرات والاجتماعات المخالفة للقانون وتهريب السلاح وما إلى ذلك. كانت قضية بولوفبلاتز آخر مهمة من هذه المهام والتي أنجزتها مع أحد الرفقاء».